# Joan Monserrat Mascaró
Joan Monserrat Mascaró, nascut a Campos el 1939, és un mestre d'escola i polític socialista mallorquí, net de Joan Monserrat Parets.
Monserrat es presentà a les eleccions municipals de Llucmajor el 1987 amb el Partit dels Socialistes de les Illes Balears (PSIB-PSOE) i fou batle entre 1987 i 1991. Durant el seu mandat impulsà la construcció del polígon industrial de Son Noguera i amplià el camp municipal d'esports de Llucmajor. A s'Arenal impulsà la construcció del poliesportiu, de la llar de la 3a edat, de la guarderia municipal i de la biblioteca. Implantà l'educació d'adults a Llucmajor el 1987 i creà beques per a l'adquisició de llibres. Impulsà la creació dels serveis socials del municipi. El 1991 fou elegit regidor, però restà en l'oposició el període 1991-95, després es retirà de la política activa.